# Дікісень (комуна)
Дікісень, Дікісені (рум. Dichiseni) — комуна у повіті Келераш в Румунії. До складу комуни входять такі села (дані про населення за 2002 рік):
- Дікісень (490 осіб)
- Кослоджень (866 осіб)
- Лібертатя
- Сатноєнь (507 осіб)

Комуна розташована на відстані 116 км на схід від Бухареста, 16 км на схід від Келераші, 88 км на захід від Констанци, 138 км на південь від Галаца.

## Населення
За даними перепису населення 2002 року у комуні проживали 1863 особи. Усі жителі комуни рідною мовою назвали румунську.
Національний склад населення комуни:
| Національність   | Кількість осіб | Відсоток |
| ---------------- | -------------- | -------- |
| румуни           | 1858           | 99,7%    |
| цигани           | 3              | 0,2%     |
| німці            | 1              | 0,1%     |
| росіяни-липовани | 1              | 0,1%     |

Склад населення комуни за віросповіданням:
| Релігія       | Кількість осіб | Відсоток |
| ------------- | -------------- | -------- |
| православні   | 1855           | 99,6%    |
| п'ятдесятники | 4              | 0,2%     |
| адвентисти    | 3              | 0,2%     |
| римо-католики | 1              | 0,1%     |